# Michael V. Drake
Michael Vincent Drake (Nova York, 9 de juliol de 1951) és un metge i administrador universitari estatunidenc que és el 21è president de la Universitat de Califòrnia. Abans, del 2014 al juny del 2020, va ser el 15è president de la Universitat Estatal d'Ohio. Va ser rector de la Universitat de Califòrnia a Irvine del 2005 al 2014, i també ha estat vicepresident d'assumptes de salut de la Universitat de Califòrnia. És el primer afroamericà a dirigir la Universitat de Califòrnia.

## Primers anys i formació
Michael V. Drake va néixer a la ciutat de Nova York i es va criar a Englewood, Nova Jersey, i Sacramento, Califòrnia. És fill d'un metge i d'una treballadora social. La seva mare es va graduar a l'East High School a Youngstown, Ohio, abans d'assistir a la universitat a Baltimore. La família va viure a Baltimore, a Nashville (Tennessee), a Nova York i a Nova Jersey abans d'establir-se al nord de Califòrnia. Es va graduar a l'institut de CK McClatchy de Sacramento, a Califòrnia el 1967. Durant els estius universitaris a principis dels anys 70, va treballar al Tower Records original.
Drake va assistir al Sacramento City College de 1967 a 1969. Va rebre una llicenciatura en arts per la Universitat Stanford el 1974 i un doctorat en medicina i formació de residència per la Universitat de Califòrnia a San Francisco el 1975. Va completar un programa de gestió avançada a la Harvard Business School el 2005.

## Carrera
Drake va passar més de dues dècades a la Facultat de Medicina de la UCSF, i finalment es va convertir en professor Steven P. Shearing d'Oftalmologia i degà associat sènior. Després va exercir durant cinc anys com a vicepresident d'assumptes de salut del sistema de la Universitat de Califòrnia. Des del juliol de 2005 fins al juny de 2014, Drake va exercir com a canceller de la Universitat de Califòrnia a Irvine. També va exercir com a professor d'oftalmologia (a l'Escola de Medicina) i d'Educació (a l'Escola d'Educació).

### Cancelleria de la Universitat de Califòrnia a Irvine
El 2005, Drake va ser nomenat cinquè canceller de la Universitat de Califòrnia a Irvine (UCI). Va començar oficialment el seu mandat l'1 de juliol del 2005. El seu salari anual de 350.000 dòlars es va mantenir sense canvis respecte a la seva posició anterior a l'Oficina del President. A partir del 2010 va guanyar 374.969,32 dòlars anuals.

### Presidència de la Universitat Estatal d'Ohio
El 30 de gener de 2014, el Patronat de la Universitat Estatal d'Ohio va nomenar Drake com el 15è president de la universitat. Va començar el seu mandat el 30 de juny de 2014. En el moment del seu nomenament, formava part de l'Acadèmia Americana de les Arts i les Ciències, de l'Institut de Medicina i de la junta directiva de la Divisió I de la NCAA.
El 2017, el doctor Drake va dirigir l'establiment de la Garantia de matrícula de l'estat d'Ohio, que va congelar durant quatre anys la matrícula, les taxes obligatòries, l'habitatge i el les despeses de manutenció per als estudiants de primer any de l'estat. També va augmentar el valor de les beques d'oportunitat de subvencions de terres de l'estat d'Ohio per cobrir el cost total de l'assistència així com també va duplicar la cobertura del programa el 2018. El març de 2015, Drake va ser nomenat membre de la junta del Rock and Roll Hall of Fame d'Ohio. Al novembre de 2019, la universitat va anunciar que Drake es retiraria el 2020.

### Presidència de la Universitat de Califòrnia
El 7 de juliol de 2020, Drake va ser seleccionat com el 21è president del sistema universitari de la Universitat de Califòrnia (UC), convertint-lo en el primer president negre en els 152 anys d'història de la UC. El 31 de juliol de 2024, Drake va anunciar que deixaria el seu paper com a president de la Universitat de Califòrnia a la finalització del curs acadèmic 2024-2025 amb la intenció d'incorporar-se al cos docent de la Universitat de Califòrnia.

## Vida personal
Drake està casat amb Brenda Drake, una exalumne de Stanford i Berkeley Law i advocada que ha exercit com a directora o síndica d'organitzacions centrades en l'educació, la salut internacional, les finances, els drets civils i les arts, com ara la National Urban League, City Arts & Lectures a San Francisco, l'Institut Universitari de San Francisco i el Golden Gate Bank. És directora emèrita i antiga presidenta del consell d'Engender Health Inc., una organització internacional de salut de les dones, i actualment és administradora del Museu d'Art de Berkeley i l'Arxiu Cinematogràfic del Pacífic. Drake i la seva dona tenen dos fills ja adults i quatre néts.
La primera feina de Drake va ser treballar a Tower Records. Ha arribat a dir que té "una passió per a la música, que encara avui és un hobby". Tota la vida, ha tingut un interès per la música (sobretot el rock i el jazz), toca la guitarra i imparteix un curs de grau sobre la música del moviment pels drets civils.

## Premis i guardons
- El 2017, ell i la seva dona, Brenda, van rebre el 10è premi anual King Arts Legends & Legacies, així com la medalla Irvine de la Universitat de Califòrnia. Aquest premi l'havien rebut anteriorment des de presidents dels Estats Units fins a Ella Fitzgerald.[21]
- Membre de la Columbus Partnership.[22]
- Premi Michael J. Hogan (en ciències de laboratori).[23]

## Decisions professionals

### Acomiadament i posterior contractació de Chemerinsky
El primer gran escàndol d'acomiadaments de Drake va ser acomiadar el degà de l'escola de dret de la UCI, Erwin Chemerinsky. Després que Chemerinsky signés un contracte el 4 de setembre de 2007, Drake va rescindir l'oferta perquè sentia que els comentaris del professor de dret estaven "polaritzats"; Drake va afirmar que la decisió era seva i no objecte de cap influència externa.
L'acció va ser criticada tant per estudiosos progressistes com per conservadors que consideraven que obstaculitzava la missió acadèmica de la facultat de dret i violava els principis de llibertat acadèmica. Pocs creien les afirmacions de Drake, que afirmava que l'acomiadament no era el resultat d'influències externes. El tema va ser objecte d'un editorial del The New York Times el 14 de setembre de 2007. Van sorgir detalls que van revelar que la Universitat de Califòrnia a Irvine (UCI) havia rebut crítiques per la contractació del llavors president del Tribunal Suprem de Califòrnia Ronald M. George, que va criticar la consideracions de Chemerinsky sobre les apel·lacions a la pena de mort, així com un grup de destacats republicans locals que volien aturar el nomenament, inclòs el supervisor del comtat de Los Angeles Michael D. Antonovich. Drake va viatjar durant un cap de setmana per reunir-se amb Chemerinsky a Durham, Carolina del Nord, on Chemerinsky era professor a la Duke University School of Law en aquell moment, i els dos van arribar a un acord. El 17 de setembre, Chemerinsky va emetre un comunicat de premsa conjunt amb Drake indicant que Chemerinsky dirigiria l'escola de dret de la UCI. El 20 de setembre de 2007, la contractació de Chemerinsky va ser aprovada formalment pels Regents de la Universitat de Califòrnia. El 2014, Chemerinsky va dir que ell i Drake s'havien reconciliat des de llavors.

### Acomiadament de Waters
Drake va acomiadar el director de la banda de música de l'estat d'Ohio, Jon Waters, el 24 de juliol de 2014, després que una investigació universitària trobés que la "cultura sexualitzada" de la banda era "incompatible amb els valors de la Universitat i els requisits del Títol IX". La universitat va declarar que hi havia "problemes culturals greus i un entorn propici a l'assetjament sexual dins de la Banda", i que el director de la banda "era conscient o raonablement hauria d'haver-ne estat". Waters va instar la seva reincorporació, acusant la universitat, Drake i un rector de discriminar-lo, tractant-lo de manera diferent a una empleada dona i negant-li el degut procés. Drake ha mantingut la seva decisió d'acomiadar Waters com a director de la banda de música. Al gener de 2015, la universitat havia gastat prop d'un milió de dòlars en despeses defensa judicial per la decisió i les accions posteriors.